# Sibbarps församling
Sibbarps församling var en församling i Göteborgs stift, Varbergs kommun i Hallands län. Församlingen uppgick 2006 i Sibbarp-Dagsås församling.
Församlingskyrka var Sibbarps kyrka.

## Administrativ historik
Församlingen har medeltida ursprung.
Församlingen var till 1830 moderförsamling i pastoratet Sibbarp och Dagsås. Från 1830 till 1847 annexförsamling i pastoratet Ljungby, Alfshög, Sibbarp och Dagsås. Från 1847 till 1962 åter moderförsamling i pastoratet Sibarp och Dagsås. Från 1962 till 2006 annexförsamling i pastoratet Tvååker, Spannarp, Sibbarp och Dagsås.  Församlingen uppgick 2006 i Sibbarp-Dagsås församling.
Församlingskod var 138210.